# Reinoud van Vendôme
Reinoud van Vendôme (overleden in 1017) was van 991 tot aan zijn dood bisschop van Parijs en van 1007 tot aan zijn dood graaf van Vendôme. Hij behoorde tot het huis der Burchardiden.

## Levensloop
Reinoud was een zoon van graaf Burchard I van Vendôme en Elisabeth Le Riche, vrouwe van Sceaux en Larchant en gravin van Corbeil. Hij was voorbestemd voor een kerkelijke loopbaan en werd in 988 door de Franse koning Hugo Capet benoemd tot kanselier van Frankrijk. In 991 werd Reinoud verkozen tot aartsbisschop van Parijs. Na de troonsbestijging van koning Robert II van Frankrijk verloor Reinoud zijn invloedrijke positie aan het koninklijk hof. Hij verbleef vanaf dan steeds meer in Vendôme en in 1007 volgde hij zijn overleden vader op als graaf van Vendôme.
Hij was verantwoordelijk voor verschillende landontginningen in het bos van Gastines en stichtte er meerdere dorpen, zoals Prunay, Villedieu, Ferrière, Monthodon, Gastineau en Houssay. In Monthodon liet hij ook de Sint-Stefanuskerk bouwen. Rond 1005 schonk hij de Église Saint-Merri aan de kanunniken van de Notre-Dame in Parijs en op 2 december 1106 deed hij hetzelfde met het dorp Larchant. In 1008 was hij dan weer aanwezig bij de bisschoppensynode die de Franse koning hield in Chelles.
Reinoud overleed in 1017. Hij werd als graaf van Vendôme opgevolgd door Bodo van Nevers, de echtgenoot van Adelheid van Anjou, de dochter van Reinouds zus Elisabeth. 